# Bärenloch bei Thalheim
Bärenloch bei Thalheim este o arie protejată (arie specială de conservare — SAC, sit de importanță comunitară — SCI) din Germania întinsă pe o suprafață de 1,69 ha, integral pe uscat.

## Localizare
Centrul sitului Bärenloch bei Thalheim este situat la coordonatele 50°29′20″N 8°02′14″E / 50.4889°N 8.0372°E.

## Înființare
Situl Bärenloch bei Thalheim a fost declarat sit de importanță comunitară în noiembrie 2004 pentru a proteja 2 specii de animale. Situl a fost protejat și ca arie specială de conservare în martie 2008.

## Biodiversitate
Situată în ecoregiunea continentală, aria protejată conține 1 habitat natural: Peșteri inaccesibile publicului.
La baza desemnării sitului se află mai multe specii protejate de  mamifere (2): liliac cu urechi mari (Myotis bechsteinii), liliac comun (Myotis myotis).
Pe lângă speciile protejate, pe teritoriul sitului au mai fost identificate 4 specii de mamifere.